# Базелски програм
Базелски програм био је први манифесто Ционистичког покрета, састављен између 27. и 30. августа 1897. и једногласно усвојен на Првом ционистичком конгресу у Базелу 30. августа 1897. године.
1951. године, заменио га је Јерусалимски програм.

## Историја
Базелски програм био је састављен од комисије која је била изабрана 29. августа 1897. године која се састојала од Макса Нордау (председавајући комисије), Натана Бирнбаума, Александра Минца, Сигмунда Росенберга, Саула Рафаела Ландауа, заједно са Хермана Шапира и Макса Боденхајмера који су додани у комисији на основу тога што су обојица израдили претходне сличне програме (укључујући „Келнер Тезен“).
Комисија од седам чланова припремила је програм на три састанка за израду нацрта.

## Циљеви
Програм је поставио циљеве Ционистичког покрета што следи:
| „ | Ционизам тражи за оснивање домовине у Палестини за јеврејски народ, која је обезбеђена по јавном закону. За постизање овог циља, конгрес предвиђа следећа средства: 1. Сврсисходна промоција насељавања јеврејских пољопривредника, уметника и бизнисмена у Палестини. 2. Организација и окупљање свих Јевреја преко локалних и генералних догађаја, према законима разних земаља. 3. Ојачање јеврејског осећаја и национална свест. 4. Припремни кораци за добијање владиног одобрења које је неопходно за постизање ционистичке сврхе. | ” |